# Fläckig myrlejonslända
Fläckig myrlejonslända (Euroleon nostras) är en art i insektsordningen nätvingar som tillhör familjen myrlejonsländor. Ett äldre synonymt namn för arten som fortfarande kan hittas i en del böcker är Myrmeleon europaeus.

## Kännetecken
Den fläckiga myrlejonsländan har som imago en kroppslängd på upp till 30 millimeter och en vingbredd på 70 millimeter. På vingarna finns mörka fläckar.

## Utbredning
Den fläckiga myrlejonsländans huvudsakliga utbredningsområde är centrala Europa. I Sverige har den hittats i Skåne och på Öland, Gotland och Gotska sandön.

### Status
I Sverige är den fläckiga myrlejonsländan klassad som starkt hotad. Det största hotet mot arten är habitatförlust genom exploatering av dess livsmiljöer som är sandiga områden i närheten av havet. Det som påverkar den fläckiga myrlejonsländans livsutrymme i sådana områden är till exempel anläggande av grustäkter, ökad bebyggelse, turism och friluftsliv. Ytterligare hot mot arten är ett ökat kvävenedfall, eftersom det skyndar på igenväxningen av de områden där den lever.

## Levnadssätt

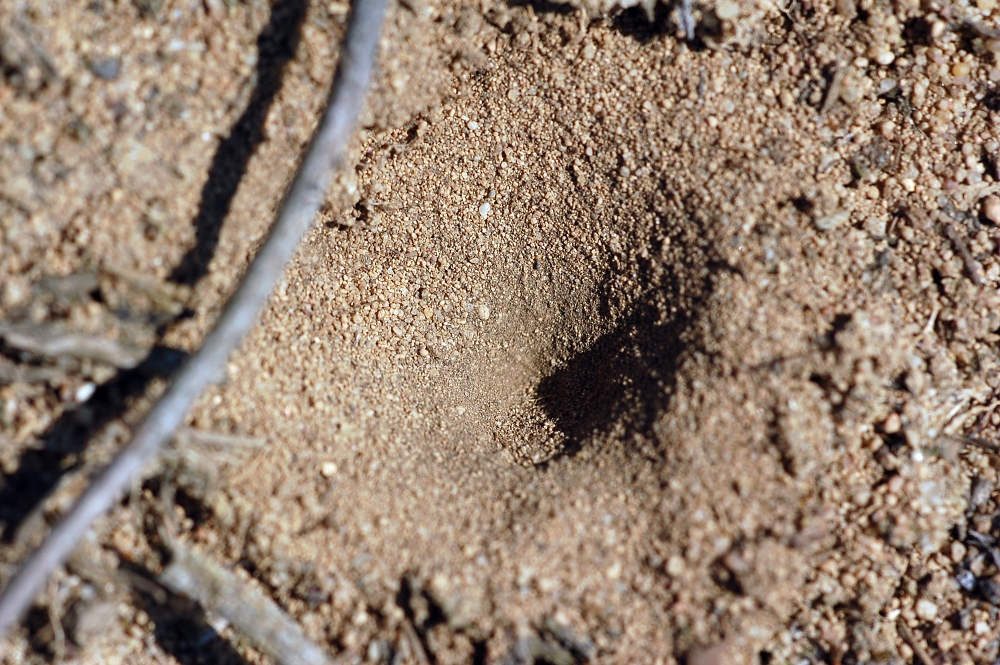
Fångstgrop av fläckig myrlejonslända

Som fullbildad insekt flyger den fläckiga myrlejonsländan från juni till september, i varmt och soligt väder. Flygtiden för enskilda individer är dock endast omkring 20 dagar för hanar och 24 dagar för honor. Efter parningen lägger honan äggen på en yta med öppen sand, ofta i skydd av tallrötter. Larven, som kallas för myrlejon, gräver efter kläckningen en fångstgrop i sanden där den sedan väntar på att lämpliga byten skall fastna. Bara dess stora käkar syns i botten av gropen, resten av kroppen är skyddad under sanden. Alla sorters mindre insekter och spindlar som faller ned i gropen utan att kunna ta sig upp fångas av larven och resterna efter måltiden kastar den ut över gropens kant. Larven övervintrar två gånger innan den är redo att förpuppa sig.